# Maître des Heures Llangattock
Le Maître des Heures Llangattock est un maître anonyme enlumineur actif en Flandre entre 1445 et 1460. Il doit son nom à son manuscrit le plus célèbre, les Heures Llangattock, du nom d'un de ses anciens propriétaires, avant qu'il ne soit acquis par le Getty Center.

## Éléments biographiques et stylistiques
Le maître anonyme est sans doute un peintre dans la mouvance des frères Hubert et Jan van Eyck à Bruges. Il en reprend le style et certains motifs, tels que la Vierge au buisson de rose dans une miniature d'un livre d'heures conservé à la British Library. Il a collaboré en outre avec d'autres artistes de la ville, comme Willem Vrelant ou le Maître de Jean Chevrot.
Les Heures Llangattock ont été réalisées pour Geertruy van Themske, marié à Folpard van Amerongen, bourgmestre d'Utrecht, qui lui a donné son autre nom de convention. Le manuscrit a par la suite appartenu à John Rolls, 2e baron Llangattock. 

## Manuscrits attribués

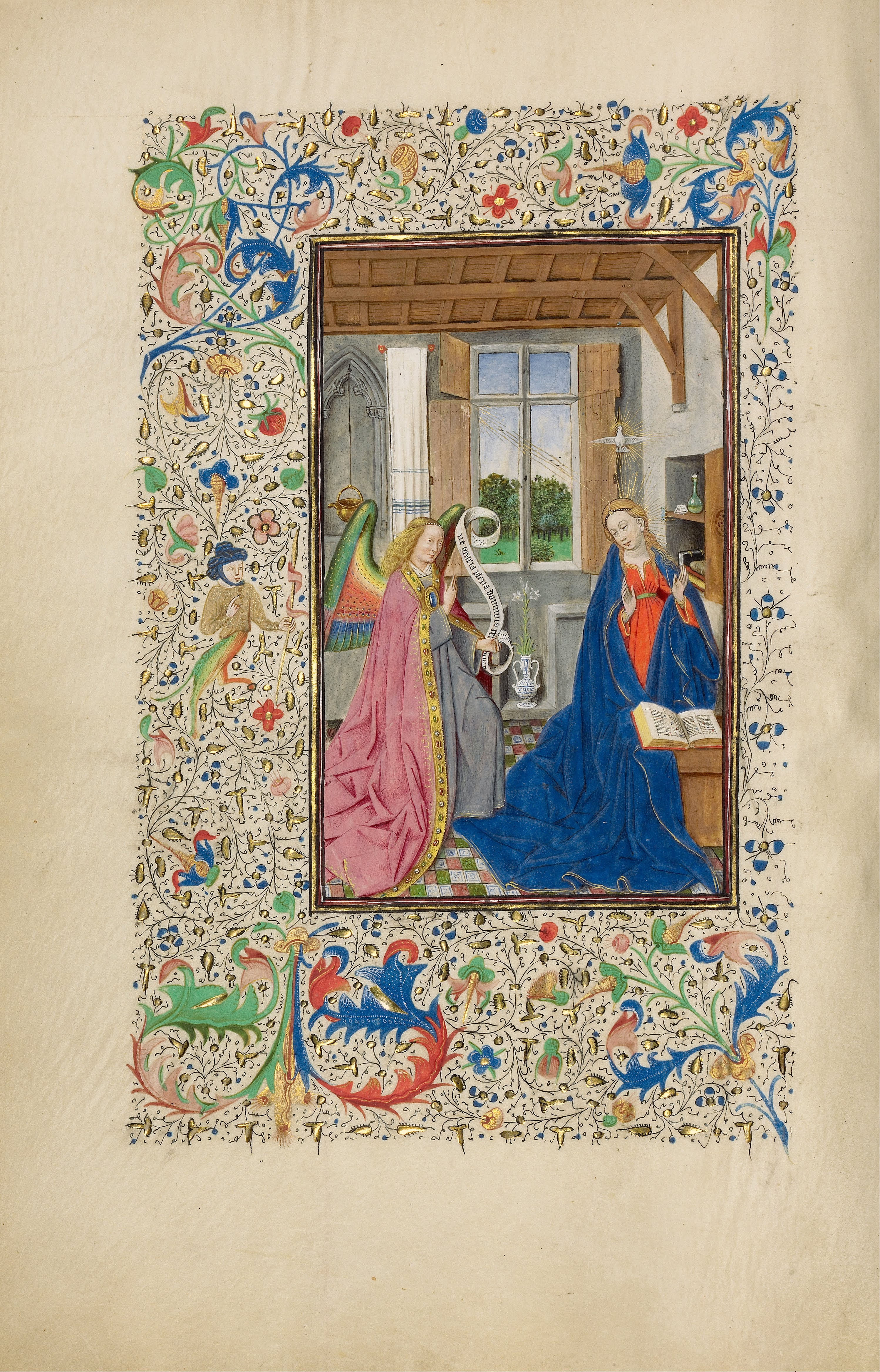
Annonciation, Heures Llangattock, f.53v.

- Les Très Belles Heures de Notre-Dame, achèvement du manuscrit dans la partie des Heures de Turin-Milan, désigné aussi sous le nom de « main K » ou Maître de Folpard van Amerongen, vers 1447-1450, musée du Louvre, RF2025
- Heures Llangattock, vers 1445-1450, 14 miniatures en pleine page, en collaboration avec le Maître de Chevrot, Willem Vrelant et le Maître de l'Alexandre de Wauquelin, Getty Center, ms. Ludwig IX 7[2]
- Heures à l'usage de Rome, vers 1440, British Library, Londres, Stowe 21[3]
- Un folio d'un livre d'heures, scène de la Visitation, British Library, Stowe 1061 f.114[4]